# Małopolska Szkoła Administracji Publicznej Uniwersytetu Ekonomicznego w Krakowie
Małopolska Szkoła Administracji Publicznej Uniwersytetu Ekonomicznego w Krakowie (MSAP UEK) – jednostka Uniwersytetu Ekonomicznego w Krakowie – prowadzi działalność badawczo-wdrożeniową, doradczą, edukacyjną (studia podyplomowe, szkolenia) oraz wydawniczą. We współpracy z krajowymi i zagranicznymi partnerami realizuje projekty aplikacyjne służące doskonaleniu działalności administracji samorządowej i rządowej. W ramach MSAP UEK funkcjonuje Centrum Polityk Publicznych Uniwersytetu Ekonomicznego w Krakowie.

## Historia
Wychodząc naprzeciw potrzebom zgłaszanym przez instytucje sektora administracji i gospodarki publicznej, Akademia Ekonomiczna w Krakowie [obecnie Uniwersytet Ekonomiczny w Krakowie] podjęła decyzję o powołaniu w 1996 r. Centrum Studiów nad Gospodarką i Administracją Publiczną. Decyzją Senatu UEK, w 1997 r. Centrum zostało przekształcone w Małopolską Szkołę Administracji Publicznej Uniwersytetu Ekonomicznego w Krakowie (MSAP UEK).

## Obszary strategiczne[1]
Celem MSAP UEK jest oddziaływanie na rozwój społeczno-gospodarczy Małopolski, kraju i regionów Europy poprzez doskonalenie jakości polityk publicznych i poprawę funkcjonowania administracji publicznej oraz podnoszenie konkurencyjności i innowacyjności gospodarek lokalnych i regionalnych.
Obszarami strategicznymi dla MSAP UEK są:
- administracja publiczna,
- zarządzanie publiczne,
- samorząd terytorialny,
- gospodarka publiczna,
- ekonomia społeczna i organizacje pozarządowe.

## Studia podyplomowe[2]
Małopolska Szkoła Administracji Publicznej Uniwersytetu Ekonomicznego w Krakowie realizuje wiele kierunków studiów podyplomowych z zakresu zarządzania w administracji publicznej i gospodarki samorządowej, świadomego przywództwa i psychologii menedżerskiej, zarządzania projektami finansowanymi z Unii Europejskiej, zarządzania dziedzictwem kulturowym i przyrodniczym, rewitalizacji obszarów zurbanizowanych. Wśród najpopularniejszych kierunków studiów można wymienić:
- Zarządzanie w administracji publicznej,
- Administracja,
- Akademia dziedzictwa (współpraca z Międzynarodowym Centrum Kultury).

## Projekty[3]
We współpracy z krajowymi i zagranicznymi partnerami MSAP UEK realizuje projekty aplikacyjne służące usprawnieniu działalności administracji samorządowej i rządowej. Do najważniejszych należą projekty dotyczące opracowywania i wdrażania programów doskonalenia zarządzania w administracji publicznej, rozwoju lokalnego i regionalnego, tworzenia instytucji finansowych służących rozwojowi lokalnemu, współpracy międzynarodowej władz samorządowych oraz komunikowania i partycypacji społecznej. Wybrane projekty zakończone i realizowane (samodzielnie lub we współpracy z innymi podmiotami):
- DOBRE – Decentralization Offering Better Results and Efficiency,
- INCASIS – Institutional Capacity for Assessing the Impact of Structural Funds,
- MUS – Ministerstwa Uczące Się,
- PRI – Program Rozwoju Instytucjonalnego,
- REV 4.0 – Społeczno-gospodarcze konsekwencje czwartej rewolucji przemysłowej,
- TRATOKI – Instrumenty wspierania mikroprzedsiębiorczości – doświadczenia międzynarodowe,
- W poszukiwaniu polskiego modelu ekonomii społecznej.

## Wydawnictwo[4]
Wydawnictwo MSAP UEK publikuje monografie, podręczniki akademickie, poradniki, raporty badawcze oraz materiały szkoleniowe, a także informacyjne i promocyjne. Oferta wydawnictwa obejmuje także dwa periodyki naukowe:
- Kwartalnik „Zarządzanie Publiczne/Public Governance” (w partnerstwie z Wydawnictwem Naukowym Scholar) – wydawany od 2007 r., adresowany do badaczy i ekspertów zarządzania sprawami publicznymi; czasopismo punktowane zgodnie z wykazem MNiSW z 2019 r. – 20 pkt,
- Półrocznik „Ekonomia Społeczna” – czasopismo adresowane do badaczy i ekspertów działających w obszarze ekonomii (gospodarki) społecznej, którego odbiorcami są także decydenci publiczni oraz przedstawiciele sektora społecznego zainteresowani możliwościami praktycznej aplikacji idei gospodarowania nie tylko dla zysku, ale również w celu osiągania korzyści społecznych.

## Centrum Polityk Publicznych Uniwersytetu Ekonomicznego w Krakowie (CPP UEK)[5]
Centrum Polityk Publicznych Uniwersytetu Ekonomicznego w Krakowie (CPP UEK) jest akademickim ośrodkiem badań podejmującym kluczowe problemy administracji publicznej, gospodarki publicznej oraz zarządzania publicznego.
CPP działa w ramach Małopolskiej Szkoły Administracji Publicznej Uniwersytetu Ekonomicznego w Krakowie. Z Centrum współpracuje kilkudziesięciu ekspertów/badaczy z wiodących krajowych i międzynarodowych ośrodków badawczych. CPP UEK swoją działalność rozpoczęło wraz z początkiem 2020 roku. Dyrektorem Centrum Polityk Publicznych jest Piotr Kopyciński - dyrektor Małopolskiej Szkoły Administracji Publicznej.
MISJA: „Badamy, programujemy, i rozwijamy polityki publiczne ukierunkowane na modernizację Państwa Polskiego. Działamy na wielu poziomach: międzynarodowym, krajowym, samorządowym, sektorowym. Dostarczamy wiedzy i narzędzi dla tych, którzy podejmują decyzje.”
Obecnie w ramach Centrum Polityk Publicznych działają 4 zespoły eksperckie:
- Zespół ds. kategoryzacji gmin w perspektywie optymalizacji polityk publicznych,
- Zespół ds. regionalnych sieci adaptacji,
- Zespół ds. skutków COVID-19,
- Zespół ds. zmian w politykach publicznych.

Zespoły funkcjonujące w ramach CPP pracują nad projektami badawczo-rozwojowymi w kilku obszarach, m.in. takich jak: gospodarka i finanse, nauka i edukacja, samorząd terytorialny, środowisko, usługi publiczne, zarządzanie publiczne. Efektem prac tych zespołów są ekspertyzy i raporty, które w różnej formie są prezentowane przez Centrum.